# Skyddsväxel
En skyddsväxel är en järnvägsväxel där ett spår ansluter till ett huvudspår och som leder ut till ett säkerhetsspår som oftast avslutas med en stoppbock, men inte nödvändigtvis.

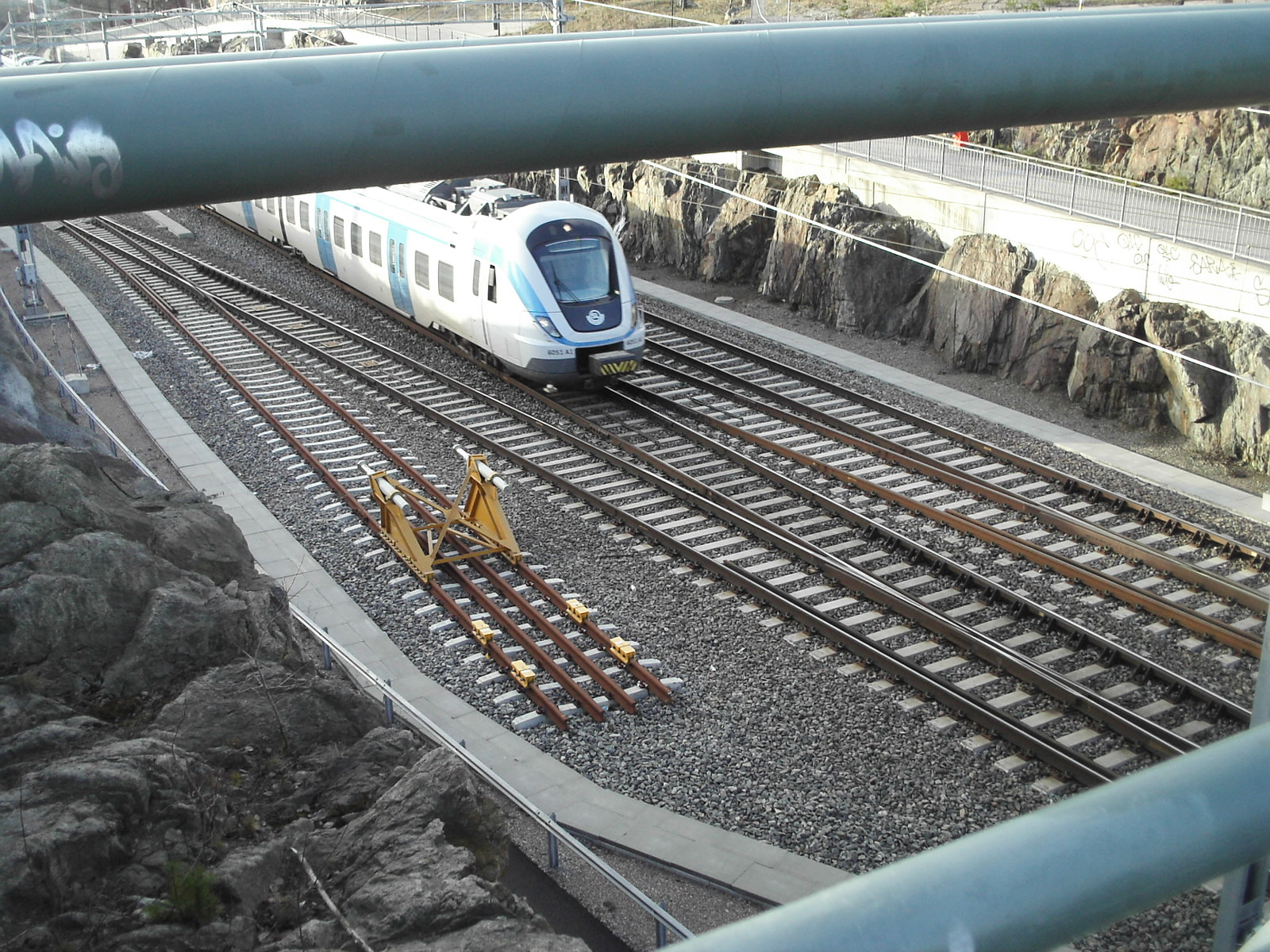
Skyddsväxel där spåret (det vänstra) från Årsta containerterminal leder ut på nya Årstabron

Syftet är att förhindra att tåg eller vagnar rullar förbi en stoppsignal och hamnar på huvudspåret där tåg kan passera. Säkerhetsväxeln styrs automatiskt av säkerhetssystemet. Växeln leder alltid ut på säkerhetsspåret när tågfärdväg är ställd genom det spår som skyddas. Endast om skyddsväxeln är i avvisande läge kan körsignal ges på spåret som skyddas.
Skyddsväxlar finns exempelvis på en del mötesstationer där tåg går in samtidigt från båda håll, vid uppställningsplatser och bangårdar samt vid öppningsbara järnvägsbroar. Innan ATC infördes på svenska järnvägar var skyddsväxlar mer vanligt förekommande på sträckor där det var viktigt att en lokförare inte missade en signal.